# بتروکا (بخش)
بتروکا (به لاتین: Betroka) یک بخش‌های ماداگاسکار در ماداگاسکار است که در آنوسی (ماداگاسکار) واقع شده‌است.